# يسان (تايلاند)
يسان (بالتايلندية: ภาคอีสาน) وهي منطقة تقع شمال شرق تايلاند تتكون من 20 مقاطعة في المنطقة الشمالية الشرقية من تايلاند، يفصلها عن وسط تايلاند هضبة، الجنوب تحد كمبوديا وفي الشرق والشمال تحد لاوس هذهِ المنطقة يشكل فيها شعب يسان أغلبية فيها وأكثر البوذية.